# 比奧比奧省

比奧比奧省（西班牙語：Provincia de Biobío）是智利的54個省份之一，位於該國中部，由比奧比奧大區負責管轄，首府設於洛桑赫萊斯，面積14,987平方公里，2002年人口353,315，人口密度每平方公里23.6人。